# شعير الرمال الهامشي
شعير الرمال الهامشي (باللاتينية: Elymus marginatus) هو أحد أنواع جنس شعير الرمال من الفصيلة النجيلية.

## الموئل والانتشار
موطنه الأصلي المغرب العربي.